# Grande Compagnia
Die Grande Compagnia war eine bedeutende Söldnertruppe, die im 14. Jahrhundert in Italien aktiv war und sich hauptsächlich aus ausländischen Söldnern zusammensetzte.

## Geschichte

### Gründung
Die Grande Compagnia, auch bekannt als Compagnia della Corona oder Compagnia dei Tedeschi (dt. Große Kompanie oder Kompanie der Krone oder Kompanie der Deutschen), wurde 1342 von dem schwäbischen Adligen und Söldner Werner von Urslingen, genannt Duca Guarnieri, zusammen mit den Bolognesern Ettore da Panigo und Mazarello da Cusano gegründet. Sie trat die Nachfolge der Compagnia di San Giorgio von Lodrisio Visconti an, der Urslingen bei der Schlacht von Parabiago im Jahr 1339 angehörte.
Bei ihrer Gründung wurde das Kommando dieser Söldnertruppe von Urslingen übernommen, der, nachdem er am Ende des langen Konflikts gegen Florenz um die Herrschaft über Lucca von Pisa entlassen worden war, mehr als 3.000 Waffenknechte, zumeist Deutsche, um sich scharte. Panigo und Cusano hingegen standen in den Diensten der Florentiner und führten den italienischen Teil der Kompanie an. Zu den unmittelbaren Mitgliedern der Kompanie gehörten unter anderem Herzog Rainaldo d’Urslingen, der ältere Bruder Werners, dessen Sohn, der ebenfalls Rainaldo hieß, sowie die Ritter Enrico di Bur und Reinhold von Giver, letzterer bekannt als Malerba.

### Die Grande Compagnia des Werner von Urslingen (1342–1351)
Die Urslinger Kompanie begann auf eigene Faust mit der Verwüstung und Plünderung zahlreicher Burgen und Dörfer in der Toskana und der Emilia-Romagna. Unter anderem wurden Florenz, Siena, Bologna und Perugia angegriffen und geplündert. Im Oktober 1342 trat die Grande Compagnia in den Dienst von Francesco Ordelaffi, dem Herrn von Forlì. Die Männer griffen Rimini an, das von Malatesta III. regiert wurde, dem Anführer der florentinischen Truppen im Krieg gegen Pisa, und viele von ihnen standen während dieser Kämpfe in seinen Diensten. Später trat die Kompanie in die Dienste von Malatesta, der sich im Krieg mit seinem Cousin Ferrantino Malatesta befand, den er besiegte, indem er ihm Fossombrone und Fano abnahm.
Die Herren von Bologna, Ferrara und Ravenna sowie die Gemeinden Faenza und Imola schlossen sich zu einem Militärbündnis zusammen, um sich der Grande Compagnia entgegenzustellen und sich gegen ihre Angriffe zu verteidigen. Die Miliz von Bologna bestand aus 2.700 Reitern, und die Stadt wurde von einer Schwadron von 200 Waffenknechten unter der Führung von Ettore da Panigo angegriffen, aber zurückgeschlagen. Später versuchte Panigo, die Toskana über den Apennin anzugreifen, wo er zunächst auf die Miliz des Grafen Ubaldini und dann auf die Miliz von Florenz stieß, das von Walter von Brienne, dem Herzog von Athen, regiert wurde, der Panigo, seinen Bruder Galeotto, Malerba und Berto di Bazellerio gefangen nahm.
Im Januar 1343 schloss Urslingen ein Abkommen mit Taddeo Pepoli, dem Herrn von Bologna, und die Grande Compagnia trat gegen eine enorme Entschädigung in den Dienst der Gemeinden Bologna, Ferrara, Verona, Imola, Faenza, Ravenna und Rimini. Außerdem schloss er mit Pepoli einen Vertrag, in dem sich die Grande Compagnia verpflichtete, keinen Schaden anzurichten, wo immer sie sich auch aufhielt, und im Gegenzug wurden ihre Pferde zur Erkennung mit einem Brandzeichen versehen. Im Anschluss an diese Vereinbarung griffen die Milizen der Grande Compagnia Parma, Modena und das jeweilige Umland an, wo sie für Verwüstungen, Plünderungen und schreckliche Verbrechen an der Bevölkerung verantwortlich waren. Das gleiche Schicksal ereilte das Gebiet von Reggio Emilia, wo die Ritter den Po überquerten und nach Mantua zogen. Im März wurden die Ritter der Grande Compagnia in Mantua von der Armee der Gonzaga zurückgeschlagen, die die Visconti und Mastino II. della Scala zu Hilfe riefen und sie bei Quistello abwehrten.> Im folgenden Monat, im April, nachdem er die Feindseligkeiten mit den Mantuanern beendet und sich mit den Herren der Lombardei geeinigt hatte, führte Urslingen als Gast des Marchese von Ferrara seine Truppen an den Po, um sie von den Herrschaftsgebieten der Este und Scaliger fernzuhalten. Er teilten die Kompanie in Truppen oder Feldzeichen ein: Zehn Truppen zogen durch die Toskana nach Lucca (in Frignano erlitten sie jedoch schwere Verluste durch Angriffe der Apenninenbewohner), acht zogen nach Carpi; der Rest überquerte den Po und kehrte nach Deutschland zurück. Urslingen wurde in Ferrara gefangen genommen und erst nach Zahlung eines Lösegeldes freigelassen, so dass er über die friaulischen Alpen nach Deutschland zurückkehren konnte, wo seine Söldner weitere Gewalttaten und Plünderungen an der Bevölkerung verübten.
Die Aktivitäten der Grande Compagnie wurden wieder aufgenommen, als König Ludwig I. von Ungarn in Italien eintraf und seiner Schwägerin, Königin Johanna I. von Neapel, den Krieg erklärte, da sie beschuldigt wurde, ihren Ehemann und seinen Bruder Andreas ermordet zu haben: Im November 1347 wurde Urslingen zusammen mit 1.500 Waffenknechten vom Magyarenherrscher angeworben. Das Heer des ungarischen Königs drang von L’Aquila aus in das Königreich Neapel ein, zu dessen Verteidigung Urslingen an der Spitze von 500 Rittern gerufen wurde, die die Stadt schnell unterwerfen konnte. Hier gerieten die Söldner der Grande Compagnia wegen der Schikanen gegenüber den Bewohnern mit den Soldaten von Lalle I. Camponeschi aneinander, der Herr der marsicanischen Stadt geworden war. Nachdem die Ordnung wiederhergestellt war, wurde Urslingen, der ein Kontingent von 1.000 Reitern befehligte, nach Sulmona geschickt, das von 2.000 Waffenknechten unter dem Kommando von Ugolino da Fano belagert wurde. Nach der Eroberung von Sulmona zog das Heer des ungarischen Königs in Richtung Neapel und kämpfte achtzig Tage lang in den Gebieten des Herzogtums Benevent und der Terra di Lavoro gegen ein Heer von 2.500 Reitern, das in Capua von Fürst Ludwig von Tarent, dem Geliebten und neuen Gemahl der Königin von Neapel, organisiert worden war. Im Januar 1348 wurden die Anjou–Truppen besiegt, woraufhin Königin Johanna und ihr Gemahl das Königreich verließen und in die Provence flohen.
Die Grande Compagnia wurde vom ungarischen König wegen der von Ulrich von Wolfart gegen Werner von Urslingen erhobenen Hochverratsanklage entlassen und trat in den Dienst von Nicola Caetani, Graf von Fondi. Im Februar 1348 stellte Urslingen in Terracina eine Miliz von 3.000 Waffenknechten auf, die im Auftrag des Grafen von Fondi alle ihm feindlich gesinnten Burgen in der Campagna Romana angriffen und verwüsteten, insbesondere Anagni, das niedergebrannt und dessen Bevölkerung ausgerottet wurde, da es für die Ermordung von zwölf seiner Gesandten verantwortlich gemacht wurde. Angesichts extremen Grausamkeit der Söldner der Grande Compagnia und ihres Anführers schlossen sich die Städte Florenz, Siena, Perugia und Arezzo zusammen und stellten ein Heer von 3.000 Rittern unter dem Kommando von Alamanno degli Obizzi auf: Die Kompanie von Urslingen erlitt schwere Verluste in der Schlacht und wurde auch durch die Pest dezimiert. Später trat die Kompanie in den Dienst des Königreichs Neapel, wohin Königin Johanna und ihr Gemahl Ludwig von Tarent aus dem Exil zurückgekehrt waren: Im September wurde die Grande Compagnia mit einem Kontingent von 1.200 Mann zur Belagerung der Festung Lucera entsandt, die Luigi de Sabran, dem Grafen von Apice, abgenommen worden war. In Apulien erlitt Urslingens Kompanie schwere Niederlagen gegen das Heer des Ungarischen Königs, das mit einem beachtlichen Kontingent von 30.000 Mann vor Ort war und von Stjepan Lacković, dem Woiwoden von Siebenbürgen, und Konrad von Wolfart, genannt Konrad Wolf, befehligt wurde. Urslingen wurde zur Kapitulation gezwungen und geriet in Gefangenschaft, woraufhin er und die von ihm befehligten Söldner wieder in den Dienst des ungarischen Königs traten.
1349 flammte der Konflikt zwischen den Anjou und den Ungarn wieder auf: Das Heer des Woiwoden von Siebenbürgen, zu dem auch die Grande Compagnia gehörte, durchquerte die Capitanata und die Terra di Lavoro, wobei einige Burgen wie Lucera, Troia und Canosa stark verwüstet wurden. Sie waren für grausame Verbrechen wie Plünderung, Raub, Vergewaltigung und Mord an der wehrlosen Bevölkerung der eroberten Dörfer verantwortlich. Die von Lacković befehligten Truppen besetzten Aversa und blockierten die Versorgung Neapels. Um den Feind in die Schlacht zu locken, täuschten die Ungarn und die Deutschen, die das Kontingent bildeten, einen Streit untereinander vor. Bei Meleto kam es zum ersten Aufeinandertreffen, das mit dem Sieg der ungarischen Truppen endete. Nachdem das Geld des Woiwoden von Siebenbürgen für die Bezahlung der Söldner aufgebraucht war, verübten die Milizionäre der Grande Compagnia von Juni bis Weihnachten zahlreiche Plünderungen und Gewalttaten in den besetzten Gebieten wie Aversa und Capua, bis sie im Januar 1350 nach einem Vergleich mit Ludwig von Tarent auf der Grundlage von 120.000 Gulden eingestellt wurden.
Urslingen und die auf 500 Ritter reduzierte Grande Compagnia verließen daraufhin die Gebiete des Königreichs Neapel und zogen in die Romagna. Der Grande Compagnia schloss sich Konrad von Landau, genannt Graf Lando, an, der neben Corrado Lupo und Urslingen einer der Heerführer von Lacković war. Die Kompanie ging in den Sold von Giovanni Manfredi und Francesco Ordelaffi über, die sich im Krieg gegen Astorgio di Duraforte, Graf und päpstlicher Rektor der Romagna, befanden, der ihnen ihre jeweiligen Herrschaften über Faenza und Forlì entzog, die daraufhin unter direkte päpstliche Herrschaft kamen. Zwischen Februar und Mai 1350 gelang es Manfredi mit Unterstützung der Grande Compagnia, Faenza einzunehmen, und Ordelaffi konnte nicht nur Forli und Cesena zurückerobern, sondern auch die Burg von Bertinoro belagern und einnehmen sowie Meldola, Castrocaro und Castelnuovo, allesamt Kirchengüter, erobern. Duraforte, der sich mit dem Generalkapitän der päpstlichen Armee Niccolò della Serra nach Imola zurückgezogen hatte, organisierte ein Heer von 2.200 Reitern, von denen viele von den Herren von Bologna, Mailand und Verona gestellt wurden. Im Juli zogen Urslingen und die Grande Compagnia von Faenza nach Bologna, wo sie vom dortigen Fürsten Giovanni Pepoli angeheuert wurden, um die von Durafortes Heer bedrohte Stadt zu verteidigen. Obwohl sie in den Diensten des Herrn von Bologna standen, plünderten Herzog Guarnieri und die 1.200 Waffenknechte seiner Kompanie die emilianische Stadt, die im Oktober verlassen wurde, nachdem Pepoli sie für 200.000 Gulden an die Visconti verkauft hatte. Die Grande Compagnia trat daraufhin in den Sold des Kirchenstaates über: Die emilianische Stadt wurde erneut belagert, aber von der Armee von Galeazzo II. Visconti gestoppt und besiegt.
Im Januar 1351 wurde das päpstliche Heer aufgelöst und Urslingen zog sich, da er nicht mehr zahlungsfähig war, mit den Milizionären seiner Kompanie nach Doccia in der Gegend von Bologna zurück, wo sie eine Phase der Untätigkeit und Mangels durchlebten. Im März verbrachten sie drei Monate im Sold von Mastino della Scala. Nachdem die Grande Compagnia schließlich in den Sold der Visconti übergegangen war, wurde sie kurz darauf aufgelöst. Herzog Guarnieri kehrte nach Schwaben zurück, wo er zwei Jahre später starb.

### Die Grande Compagnia des Fra Moriale und des Grafen Landau (1352–1363)
Die Grande Compania wurde von dem provenzalischen Ritter Giovanni Moriale d’Albarno, genannt Fra Moriale, neu gegründet, der im Oktober 1353 1.500 Reiter und 2.000 Infanteristen versammelte, um Krieg gegen die Malatesta III. zu führen, von denen er ein Jahr zuvor, 1352, in Aversa belagert worden war, als er einer der Hauptmänner im Heer des Königs von Ungarn war. Die Gebiete der Malatesta in der Marca und die von ihnen besetzten Gebiete wurden belagert, so auch Fermo, dessen Herr Gentile da Mogliano, der in seiner Burg belagert wurde, die Grande Compagnia von Moriale mit 30.000 Gulden zu seiner Unterstützung anheuerte. Nachdem sie Fermo von der Besetzung durch die Rimineser befreit hatten, zerstörten die von Moriale befehligten Söldner Mondolfo, La Fratta und San Vito, plünderten die Vororte von Jesi und besetzten Feltrano, wo sie 700 Einwohner töteten und einen Monat lang blieben. Dann eroberten sie Numana und belagerten Sirolo und Ancona, bevor sie erneut nach Jesi vordrangen und schließlich Castelfidardo einnahmen. Malatesta, der vergeblich Florenz, Perugia und Siena um Hilfe bat, sah nach zweimonatigen Kämpfen 24 seiner Burgen besetzt und verwüstet und musste im Dezember kapitulieren, indem er Moriale 40.000 Gulden zahlte und seinen Sohn Malatesta Ungaro als Geisel übergab, damit sich die Miliz aus seinen Gebieten zurückzog.
Das Kontingent der Grande Compagnia wuchs auf über 7.000 Mann an, davon 5.000 Reiter und 1.500 Infanteristen, dazu kamen etwa 20.000 Frauen und Rebellen. Es gab viele Banditen in Malatesta’s Diensten, die sich am Ende des Konflikts in der Marca gegen ihn anschlossen. Die Frauen der Kompanie kümmerten sich um die Wäsche der Abenteurer, bereiteten Brot zu und gingen der Prostitution nach. Moriale, der Oberbefehlshaber der Miliz, ernannte bei der Neugründung vier Verwalter: die Brüder Corrado und Broccardo di Landau, Amerigo del Cavalletto und einen Ritter namens Fenzo.
Anfang 1354 zog die Grande Compagnia in den Krieg gegen Florenz und Siena. Die beiden toskanischen Republiken wurden zunächst von Perugia unterstützt, das sie jedoch verriet, indem es einen separaten Frieden mit Moriale schloss, der sie dafür bezahlte, dass seine Milizen durch ihr Territorium in die Toskana gelangten. So drang die Kompanie in Asciano und Montepulciano in der Umgebung von Siena ein, und Siena, das sich bedroht fühlte, zahlte der Kompanie 16.000 Gulden, damit ihr Gebiet ohne Schaden anzurichten durchquert wurde. Im Juli verwüsteten sie das Val d’Elsa und die Gegend um Staggia und San Casciano, ohne auf Widerstand zu stoßen. Die Florentiner, die nicht in der Lage waren, ein Heer aufzustellen, um sich gegen die Angriffe der Grande Compagnia zu verteidigen, mussten ihr 25.000 Gulden zahlen, ebenso wie die Pisaner, mit denen die Verhandlungen über die Aufstellung eines Heeres gescheitert waren und die 16.000 Gulden zahlten. Nachdem Moriale die Toskana verlassen hatte, wurde seine Kompanie von der Republik Venedig angeworben, die ihm 150.000 Gulden für vier Monate zahlte, und er zog in die Lombardei, um sich der Allianz anzuschließen, die die Venezianer und andere italienische Staaten gegen Giovanni Visconti, den Erzbischof und Herrscher von Mailand, organisierten. Moriale, der sich zu dieser Zeit auf dem Weg nach Rom befand, übertrug das Kommando der Grande Compagnia seinem Vikar, dem Grafen Landau, der mit 5.200 Reitern in die Emilia zog und die Landschaft um Bologna, das Herrschaftsgebiet der Visconti, verwüstete. Im Mai trafen sie in Modena, dem Herrschaftsgebiet der Este, auf ihre Gegner und wurden von der Armee unter Francesco Castracani degli Antelminelli belagert. Die von Landau geführte Truppe griff Guastalla und Cremona an, wurde aber auf Druck Kaiser Karls IV. von Luxemburg aus der Liga entlassen, nachdem sie für zahlreiche Plünderungen, beispiellose Gewalttaten und Verwüstungen zum Nachteil der Bevölkerung der durchzogenen Gebiete verantwortlich gewesen war.
Im August 1354, nach der Enthauptung von Frà Moriale in Rom, übernahm Landau dessen Kommando über die Grande Compania. Er wurde von zwei deutschen Adligen angeheuert, um Ravenna anzugreifen, dessen Herrscher Bernardino I. da Polenta 1350 ihre Schwester (auf dem Weg zum Jubiläum in Rom) hatte entführen lassen und die nach einer Vergewaltigung Selbstmord beging. Die Stadt in der Romagna und ihre Umgebung wurden von 2.500 Waffenknechten unter dem Kommando von Landau belagert, die jedoch aufgaben und das Gebiet verließen, nachdem sie von Polenta 12.000 Goldgulden erhalten hatten.
Im Jahre 1355 gelangte die Grande Compagnia im Auftrag von Ludwig von Durazzo, Graf von Gravina, der den Aufstand der Barone gegen Königin Johanna und ihren Gemahl Ludwig von Tarent anführte, in das Königreich Neapel. Landau und seine Söldner, die die 40.000 Gulden von Kaiser Karl IV. nicht erhalten hatten, drangen im Juni in die Terra di Lavoro ein und gelangten bis nach Neapel, wo sie große Verwüstungen und Plünderungen anrichteten. König Ludwig sah sich gezwungen, mit ihnen zu verhandeln, um sie zum Rückzug zu bewegen, und bot ihnen 125.000 Gulden an. Landau, der mit der angebotenen Summe nicht zufrieden war, kehrte im September nach Neapel zurück und wütete mit seiner Bande im Januar 1356 erneut in Apulien, bis er nach einer Einigung mit dem Herrscher das Reich endgültig verließ. Er zog zunächst in die Toskana, dann in die Romagna und schließlich in die Lombardei, wo er sich im Oktober der Anti–Visconti–Liga anschloss, die aus den Herren von Ferrara, Mantua und Bologna bestand und zu deren Heerführern Graf Landau gehörte. Die von Landau befehligte Miliz belagerte Parma, wo sie durch den Verrat der örtlichen Wachen unterstützt wurde. Der Angriff der Visconti-Truppen wurde zurückgeschlagen, aber nach der Überquerung des Ticino wurde das Heer der Liga im Oktober besiegt und Landau und andere Hauptleute gefangen genommen. Diese wurden im Januar 1357 von einigen versprengten Soldaten, die sich in Pavia versammelt hatten, befreit. Später, im Juni, gab Graf Landau den Anti–Visconti–Bund auf und zog mit seiner Miliz zuerst in die Romagna und dann in die Toskana. Ein Teil der Kompanie, bestehend aus 2.000 Waffenknechten und zahlreichen Infanteristen unter der Führung von Amerigo del Cavalletto, kämpfte im Sold des Herrn von Forlì für 25.000 Gulden gegen die Päpste. Der Miliz des Grafen Landau schlossen sich inzwischen sein Sohn Lucio di Landau und der Deutsche Hanneken von Baumgarten an. Nachdem sich die Söldner in der Gegend von Forlivese niedergelassen hatten, drangsalierten und misshandelten sie die Einwohner. Der päpstliche Legat Kardinal Egidio di Albornoz zahlte ihrem Anführer 50.000 Gulden unter der Bedingung, dass er sein Gebiet verlasse und ihn drei Jahre lang nicht belästige.
Im Mai 1358 kehrte die Grande Compagnia in den Dienst des Anti–Visconti–Bundes zurück, bis einen Monat später, im Juni, Frieden geschlossen wurde. Der für kurze Zeit nach Deutschland zurückgekehrte Graf Landau übertrug das Kommando seinem jüngeren Bruder Broccardo di Landau und Amerigo del Cavalletto. Zu dieser Zeit heuerte Siena, das sich im Krieg mit Perugia befand, die Grande Compagnia an, die aus 3.500 Reitern bestand: Im Juli überquerten sie den Apennin und versuchten, in die Toskana einzudringen, was ihnen aufgrund eines zuvor mit Florenz geschlossenen Vertrags zwei Jahre lang verboten war. Der florentinische Staat schickte zwei seiner Botschafter zu Landau, um den Vertrag durchzusetzen. Der Schwabe bat die Gesandten um Erlaubnis, durch die Toskana reisen zu dürfen, ohne das Gebiet von Florenz zu durchqueren, was diese zustimmten. Die beiden florentinischen Gesandten wurden jedoch von den Abenteurern als Geiseln genommen, die die Dörfer Biforco und Castiglione plünderten, deren Feudalherren die Familien Guidi bzw. Ubaldini waren. Die Kompanie wurde in drei Gruppen geteilt, und als sie den Scalelle–Pass erreichte, zog die Gruppe unter Amerigo del Cavalletto, der die beiden florentinischen Gesandten als Geiseln genommen hatte, friedlich weiter, während die beiden anderen Gruppen unter Landau und seinem Bruder Broccardo von den Bauern der beiden verwüsteten Dörfer umzingelt und angegriffen wurden. Es wurden mehr als 300 Ritter der Kompanie getötet, mehr als 1.000 Pferde zusammen mit 300 Reitern und einer umfangreichen Beute erbeutet. Graf Landau wurde am Kopf verwundet und von zwölf Bergbewohnern gefangen genommen, die jedoch bestochen wurden und ihn nach Bologna entkommen ließen. Bei der Schlacht von Scalelle wurde die Kompanie stark dezimiert und musste sich nach Imola zurückziehen, wo sie durch den Zustrom von 2.000 deutschen Reitern unter dem Kommando von Hanneken von Baumgarten, die im Dienst der Sienesen und Peruginer standen, reorganisiert wurde.
Nach der Niederlage bei Scalelle bedrohte die Grande Compania Florenz, das sich daraufhin organisierte und ein Heer von 2.000 Waffenknechten, 500 Ungarn und 2.500 Armbrustschützen aufstellte, dessen Kommando Pandolfo II. Malatesta anvertraut wurde. Die Florentiner hatten Unterstützung von Bernabò Visconti, der ihnen 1.000 Waffenknechte und 1.000 Räuber zur Verfügung stellte, sowie von den Herren von Padua und Ferrara und dem König von Neapel. Die Feindseligkeiten zwischen den beiden Parteien begannen im Juni 1359, und das florentinische Heer erhielt zusätzliche Unterstützung vom König von Ungarn mit 300 Fußsoldaten und 300 Pferden, die der päpstliche Legat zur Verfügung stellte, 50 Fußsoldaten aus Neapel, 30 Fußsoldaten unter dem Kommando von Ramondino Lupo, 80 Fußsoldaten aus Arezzo, 200 Fußsoldaten von Graf Ruprecht II. von der Pfalz, 300 Fußsoldaten, die Riccardo de Cancellieri, Herr von Pistoia, zur Verfügung stellte, und 300 Fußsoldaten, die von anderen Gemeinden zur Verfügung gestellt wurden. Auf der anderen Seite verfügte die Landauer Kompanie über 5.000 Pferde, 1.000 Ungarn und 2.000 Räuber. Die beiden Armeen trafen bei Pontedera aufeinander, und der Ausgang der Schlacht, die einen Monat dauerte, war für das von Malatesta befehligte Heer erfolgreich, das in Richtung Lucca vorrückte und die Grande Compagnia am 12. Juli zwang, in Campo delle Mosche Zuflucht zu suchen. Doch wenige Tage später, am 23. Juli, zwang Malatesta die Grande Compagnia zur Flucht, nachdem er alle Verbindungswege abgeschnitten und die Söldner ohne Proviant zurückgelassen wurden. Er verfolgte sie bis nach Lucca, wo er sein Heer in Gruppen aufteilte, die sich in verschiedene Richtungen bewegten. Er stellte sich in den Dienst verschiedener lokaler Herren und besiegte und dezimierte sie schließlich. Nach dem Rückzug wurde die Kompanie auf dem Weg in die Emilia von den Bewohnern des Valle del Lamone, als Reaktion auf die exzessive Gewalttätigkeit ihrer Mitglieder, zu der auch zahlreiche Vergewaltigungen von Frauen gehörten, in der Nähe von Marradi in einen Hinterhalt gelockt. Landau wurde schwer verwundet und gefangen genommen.
Landau und seine Kompanie, erschöpft und in elenden Zustand, traten in den Dienst des Marchese Johann II. von Monferrat, den sie sofort verrieten, um im Oktober mit 1.500 Kürassieren in den Dienst des Herrn von Mailand zu treten. Visconti, der sich im Krieg mit der Kirche befand, schickte die von Hanneken von Baumgarten befehligten Truppen in die Romagna und dann in das Königreich Neapel. Im Dezember 1360 eroberte Baumgarten die Burg San Martino in den Abruzzen und rückte nach Atella vor. Dort wurde er von Anjou–Truppen, die einige seiner Ungarn bestachen, aufgehalten und belagert, so dass er sich bis in die Romagna zurückziehen musste. Gleichzeitig brach ein Konflikt zwischen dem Herrn von Mailand und dem Marchese von Monferrato aus: In den Jahren 1361–62 kam es in den Gebieten von Pavese, Novarese und Monferrino zu heftigen Zusammenstößen, die Dörfer und Bevölkerung in Mitleidenschaft zogen. Hier kämpfte das Geschwader des Grafen Landau, das Tortona eingenommen hatte und von der Compagnia Bianca unter dem Kommando von Albert Sterz belagert wurde. In der Anfangsphase des Konflikts gelang es Landau, seine Gegner in die Flucht zu schlagen, so dass diese sich in die befestigten Stellungen von Romagnano Sesia zurückzogen. Am 22. April 1363 kam es bei Ghemme, in der Nähe der Brücke über den Canturina–Kanal, zu einem heftigen Zusammenstoß zwischen der Miliz des Grafen Landau und der Kompanie von Sterz: Landau, von seinen ungarischen Untergebenen, die seinen Befehlen nicht gehorchten, im Stich gelassen und verraten, war seinen Feinden ausgeliefert und wurde durch einen Lanzenstich am rechten Arm verwundet und gefangen genommen. prigioniero.